# Parryella filifolia
Genre
Espèce
Parryella filifolia est une espèce de plantes à fleurs dicotylédones de la famille des Fabaceae, sous-famille des Faboideae, originaire d'Amérique du Nord. C'est l'unique espèce acceptée du genre Parryella (genre monotypique).